# Patent tolerancyjny

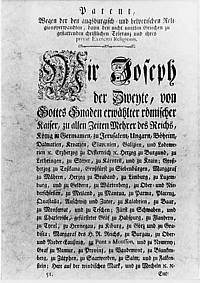
Patent tolerancyjny

Patent tolerancyjny (niem. Toleranzpatent) – dokument wydany przez cesarza Józefa II 13 października 1781 r., przyznający protestantom i prawosławnym pełnię praw obywatelskich (np. prawo zakupu nieruchomości, dopuszczenie do praw miejskich, cechów, wojska i na wyższe uczelnie) i wolność wykonywania kultu religijnego (z pewnymi ograniczeniami), zastrzegający jednocześnie że katolicyzm jest nadal religią panującą i o uprzywilejowanej pozycji. Dokument ten wpisywał się w szeroko zakrojone reformy oświeceniowe zwane józefinizmem.
Na mocy patentu ewangelicy luterańscy i kalwińscy oraz prawosławni, zamieszkujący wówczas przedlitawską część Imperium Habsburgów, zyskali wolność wyznania, możliwość budowy domów modlitwy i uregulowania stosunków z dalej panującym Kościołem katolickim (np. należne płatności), uzyskali też częściowo równe osobiste prawa z katolikami.

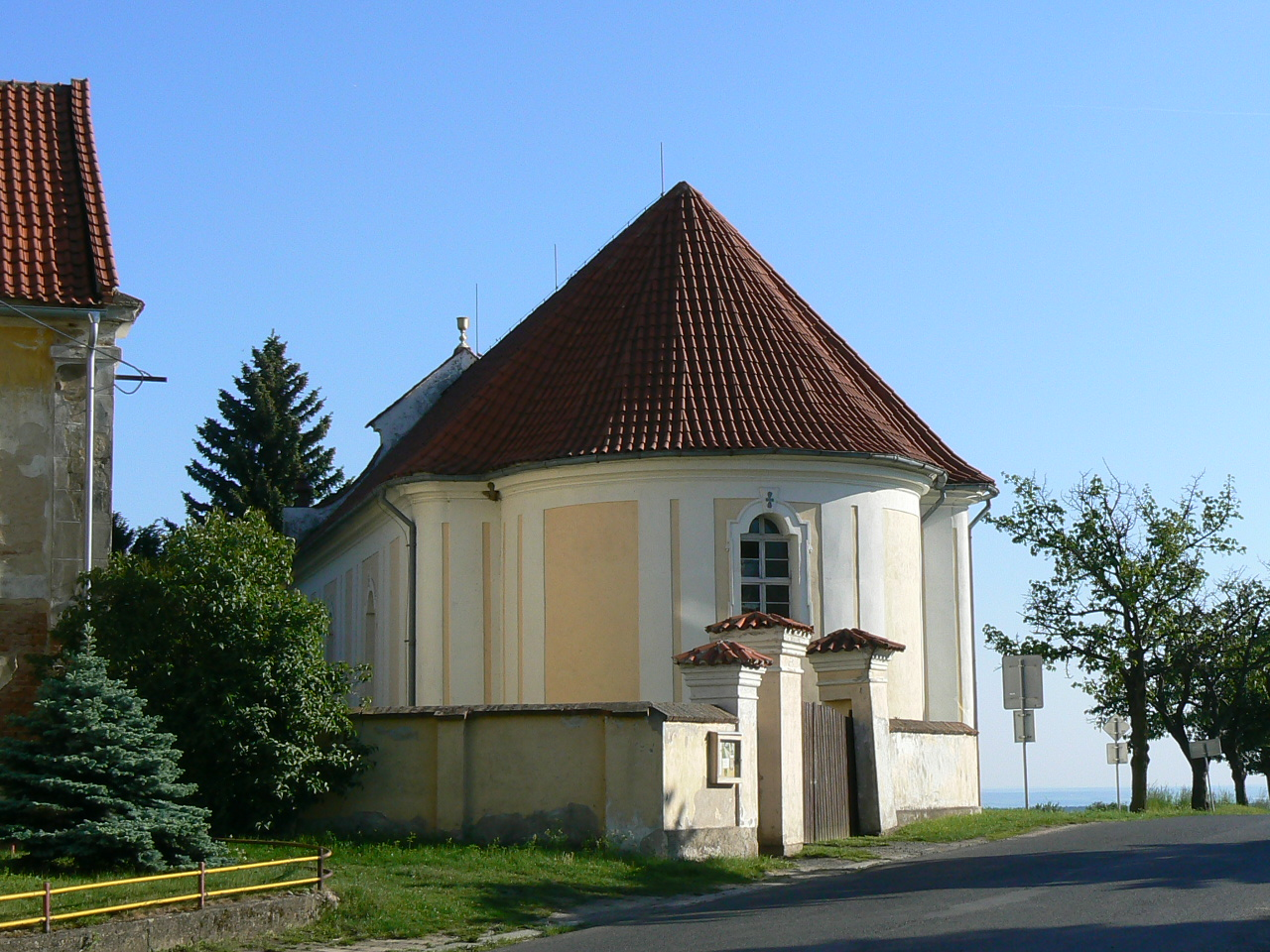
Przykład tolerancyjnego domu modlitwy w Vysokiej w Czechach

Według zaleceń patentu świątynie niekatolickie, jakie zezwolono budować, nie mogły mieć wejścia od strony głównej ulicy, ani posiadać wież (choć w Drogomyślu udało się uzyskać specjalne zezwolenie). Dla kleru katolickiego zarezerwowano też monopol na prowadzenie urzędów stanu cywilnego.
Po wydaniu patentu na terenie Przedlitawii zorganizowały się zbory m.in. w Wiedniu, Austrii Górnej, Trieście, w Pradze. Łącznie w trzy lata po wydaniu patentu w Austrii a poza Śląskiem Austriackim powstało 50 zborów. We wschodniej części austriackiego Śląska – na Śląsku Cieszyńskim – znajdowało się wówczas największe skupisko luteran na terenie Przedlitawii. Prowincję tę od pozostałych różnił też fakt, iż istniał tu już tzw. kościół łaski, tj. Jezusowy w Cieszynie, dlatego też patent został tu ogłoszony w innym brzmieniu, w osobnym okólniku gubernialnym 30 marca 1782. Dzięki wydaniu tego patentu do cieszyńskiego kościoła-matki dołączyły nowe zbory w regionie: Bielsko, Jaworze, Błędowice, Ligotka Kameralna, Wisła, Bystrzyca, Ustroń, Goleszów, Nawsie, Drogomyśl, Stare Bielsko. W zachodniej, opawskiej części prowincji zorganizował się jedynie zbór w Holčovicach (niem. Hillersdorf).
W następnych latach wydano również kilka dekretów uzupełniających patent, m.in. w celu powstrzymania dalszego rozwoju kościoła ewangelickiego na terenie kraju. Pełne zrównanie praw wyznaniowych nastąpiło w połowie XIX w. w okresie Wiosny Ludów, przede wszystkim poprzez wydany w 1861 Patent Protestancki.